# Meisterschwanden
Meisterschwanden (schweizerdeutsch: ˈmæiʃtərʃˌʋɑndə) ist eine Einwohnergemeinde im Schweizer Kanton Aargau. Sie gehört zum Bezirk Lenzburg und liegt im Seetal am Ostufer des Hallwilersees. Der Nachbarort Tennwil wurde 1900 eingemeindet.

## Geographie
Das Dorf liegt auf einer leicht erhöhten Terrasse am sanft abfallenden, nordwestlichsten Ausläufer des Lindenbergs, knapp einen halben Kilometer vom Ostufer des Hallwilersees entfernt. Zum weitgehend unverbauten Seeufer hin fällt das Gelände steil ab. Das Gemeindegebiet wird zum See hin durch den Dorfbach entwässert, der teilweise in einem Tobel verläuft. Die Bebauung ist vollständig mit jener Fahrwangens zusammengewachsen. Etwa einen Kilometer nördlich von Meisterschwanden liegt Tennwil, ein rund zweihundert Meter vom Seeufer entferntes Strassendorf.
Die Fläche der Gemeinde beträgt 425 Hektaren, davon sind 81 Hektaren mit Wald bedeckt und 111 Hektaren überbaut. Der höchste Punkt befindet sich auf 565 Metern im Fluerenwald nordöstlich des Dorfzentrums, der tiefste auf 449 Metern am Ufer des Hallwilersees. Nachbargemeinden sind Seengen im Norden, Sarmenstorf im Osten, Fahrwangen im Osten und Süden, Beinwil am See im Südwesten, Birrwil im Westen sowie Boniswil im Nordwesten.

## Geschichte

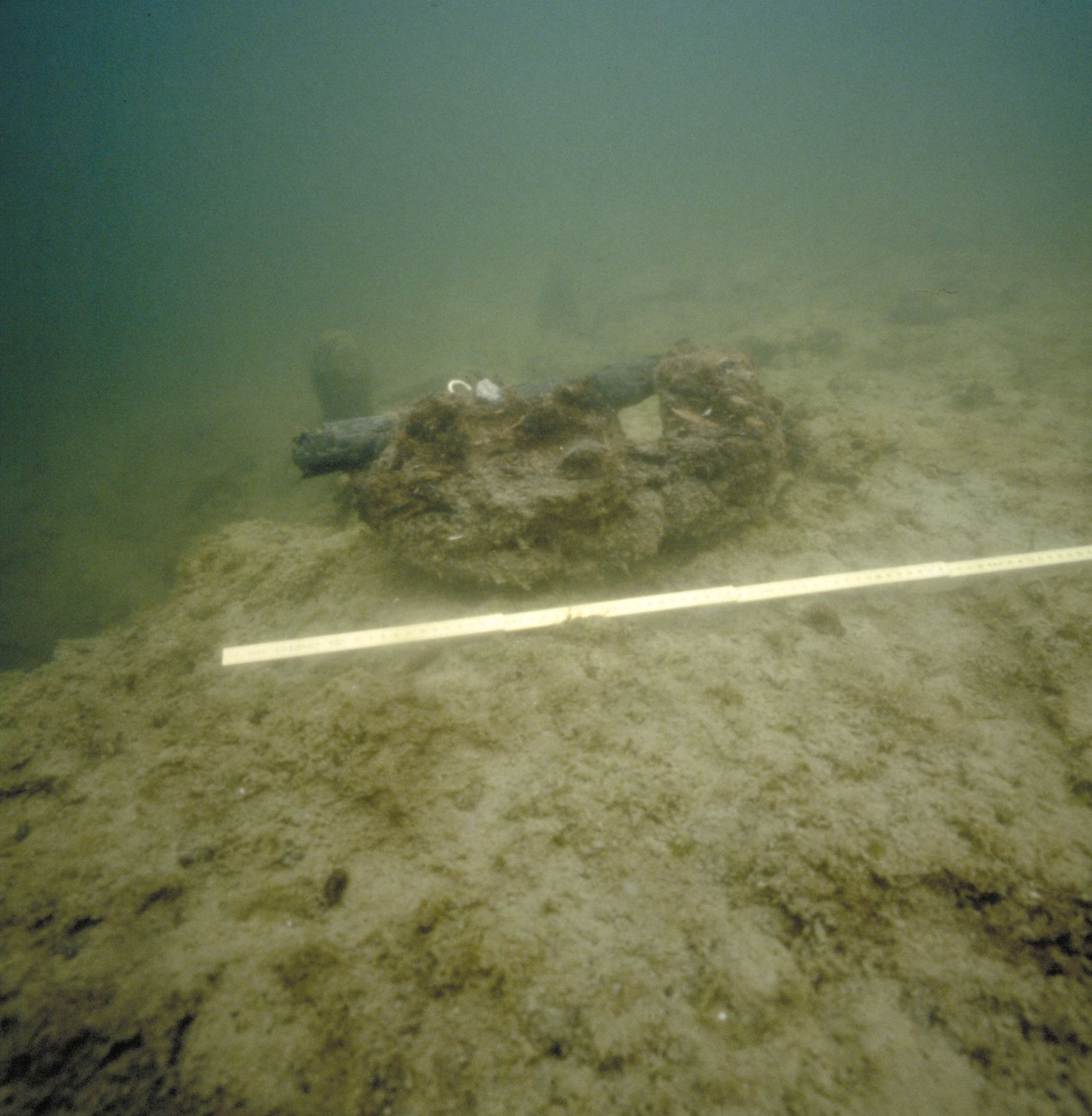
Seeufersiedlung (Pfahlbauten) in Meisterschwanden–Erlenhölzli, Unterwasseraufnahme von 1996

Das Ufer des Hallwilersees war im heutigen Meisterschwanden bereits in der Jungsteinzeit besiedelt (siehe Meisterschwanden–Erlenhölzli und Meisterschwanden–Seerose).
Die erste urkundliche Erwähnung von Meistersvanc erfolgte im Jahr 1173. In diesem Jahr ging die Landesherrschaft von den Grafen von Lenzburg an die Grafen von Kyburg über. Der Ortsname stammt vom althochdeutschen Meistareswang, was «Abhang des Meisters» bedeutet. Mit Meister könnte ein hier lebender, gebildeter Klosterbeamter gemeint sein. Nachdem die Kyburger ausgestorben waren, übernahmen 1273 die Habsburger die Landesherrschaft. Die niedere Gerichtsbarkeit gehörte den Herren von Meisterschwanden und gelangte 1361 an die Hallwyler. Diese fügten das Dorf dem Niedergericht Seengen an.
1415 eroberten die Eidgenossen den Aargau. Meisterschwanden gehörte nun zum Untertanengebiet der Stadt Bern, dem so genannten Berner Aargau. Das Dorf lag im Gerichtsbezirk Seengen des Amts Lenzburg. Tennwil hingegen gehörte zur Herrschaft Fahrwangen und war bis weit ins 18. Jahrhundert hinein dem Einfluss der Berner weitgehend entzogen, da die Hallwyler hier auch die Blutgerichtsbarkeit ausübten. 1528 führten die Berner die Reformation ein. Beim Franzoseneinfall im März 1798 entmachteten die Franzosen die «Gnädigen Herren» von Bern und riefen die Helvetische Republik aus, die 1803 aufgelöst wurde. Seither gehören Meisterschwanden und Tennwil zum Kanton Aargau.

Luftansicht (1952)

Bis zur zweiten Hälfte des 19. Jahrhunderts war Meisterschwanden von der Landwirtschaft geprägt. Dann setzte die Industrialisierung ein (Baumwollweberei und Strohflechterei). Tennwil war bis 1900 eine selbständige Gemeinde, wurde dann aber auf Anweisung der Kantonsregierung eingemeindet. Die Wohlen-Meisterschwanden-Bahn nahm am 18. Dezember 1916 ihren Betrieb auf, der Bahnhof lag allerdings auf dem Gemeindegebiet von Fahrwangen. Die anfänglich geplante Weiterführung der elektrischen Normalspurbahn nach Boniswil wurde nie ausgeführt. Seit 1997 ist der Bahnverkehr eingestellt, die Strecke weitgehend abgebrochen.
Die Ära des Tourismus begann 1888, als auf dem Hallwilersee der Ausflugsverkehr mit Schiffen aufgenommen wurde. 1936 eröffnete eine Stiftung in Tennwil das «Arbeiterstrandbad», um der Arbeiterschaft einen Zugang zum See zu ermöglichen und einen Teil des Ufers der Bodenspekulation zu entziehen. Bis zu Beginn der 1960er Jahre stagnierte die Bevölkerungszahl, dann setzte jedoch eine rege Bautätigkeit ein. Die Zahl der Einwohner verdoppelte sich beinahe, und Meisterschwanden entwickelte sich dank seiner attraktiven Lage am See zu einer Wohngemeinde.
Für die zukünftige Trinkwasserversorgung hat die Gemeindeversammlung im Juni 2019 den Baukredit für ein Seewasserwerk im Hallwilersee einstimmig genehmigt.

## Sehenswürdigkeiten

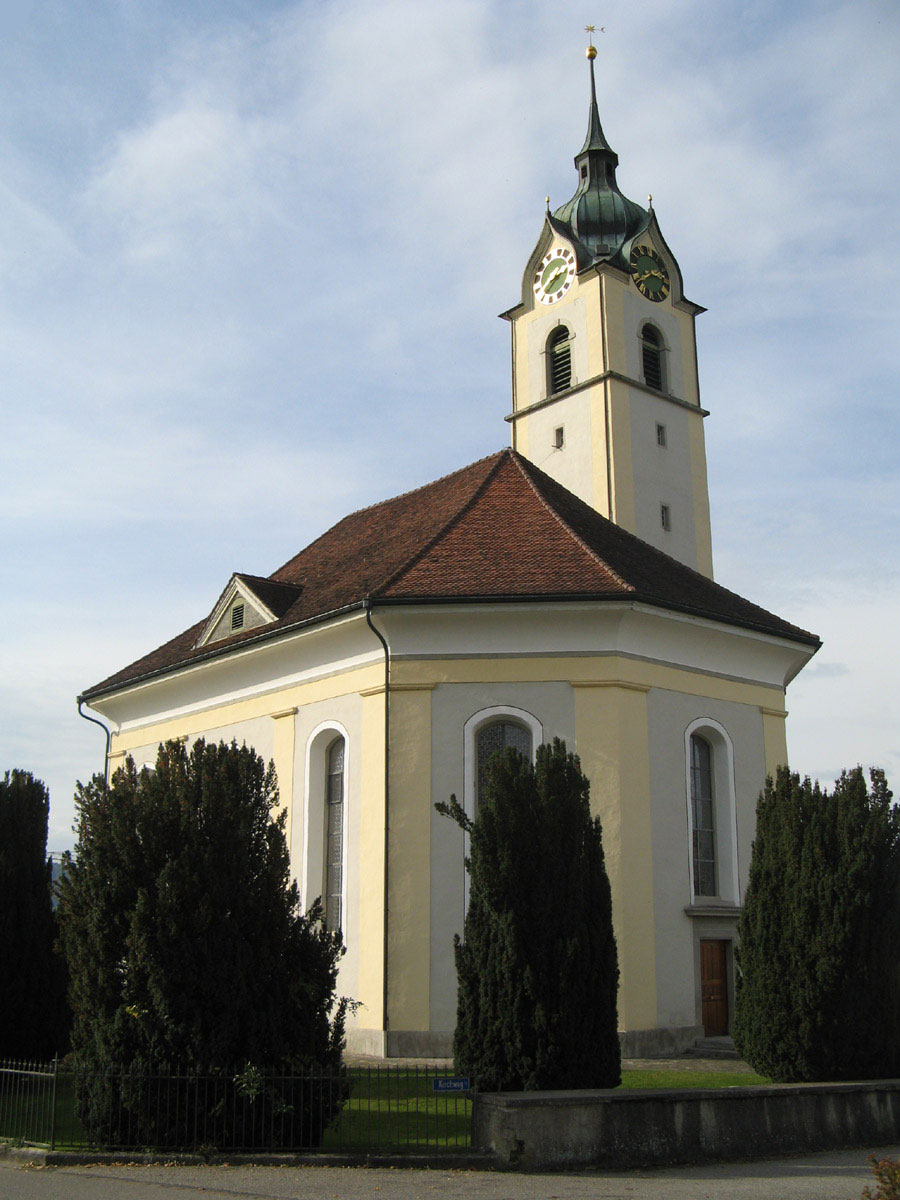
Reformierte Kirche

Bis 1817 gehörte Meisterschwanden zur reformierten Kirchgemeinde Seengen und bildete danach zusammen mit Fahrwangen eine eigene Kirchgemeinde. Aus diesem Grund wurde 1819/20 eine spätklassizistische Kirche gebaut, die weitgehend der im selben Zeitraum erbauten Kirche von Seengen entspricht, abgesehen von der geringeren Länge. Baumeister war Jost Kopp aus Beromünster. Der Innenraum ist oval, während die Aussenmauern ein gestrecktes Achteck bilden.

## Wappen
Die Blasonierung des Gemeindewappens lautet: «Im Wolkenschnitt geteilt von Blau und Weiss.» Es handelt sich dabei um das Wappen der Herren von Meisterschwanden, das erstmals 1362 auf einem Siegel erscheint. Aufgrund eines Missverständnisses verwendete die Gemeinde bis 1912 ein Wappen, das 1548 den Herren von Merenschwand zugerechnet wurde, wenngleich die Existenz dieses Geschlechts bis heute nicht gesichert ist. Die Gemeinde Buochs führt ein ähnliches Wappen, allerdings mit umgekehrten Farben.

## Brauchtum
Während des Zweiten Villmergerkriegs von 1712 war Fahrwangen Aufmarschgebiet der reformierten Truppen. Als die Katholiken einen Gegenangriff starteten, sollen sie der Legende nach von den Frauen aus Fahrwangen und Meisterschwanden vertrieben worden sein. Die Berner waren vom Kampfesmut so angetan, dass sie den Frauen einen Tag zugestanden, an dem sie das Kommando übernehmen durften. Seitdem wird jeweils am zweiten Sonntag im Januar der «Meitlisunntig» (Mädchensonntag) gefeiert. Frauen aus beiden Dörfern ziehen mit Netzen durch die Strassen, fangen damit die Männer ein und lassen diese erst nach Bezahlung eines «Lösegelds» (meist in Form alkoholischer Getränke) wieder frei.

## Bevölkerung
Die Einwohnerzahlen entwickelten sich wie folgt (bis 1850 ohne Tennwil):
| Jahr      | 1764 | 1850 | 1900 | 1930 | 1950 | 1960 | 1970 | 1980 | 1990 | 2000 | 2010 | 2020 |
| Einwohner | 308  | 1020 | 1113 | 1113 | 1089 | 1192 | 1512 | 1539 | 1758 | 2055 | 2654 | 3032 |

Am 31. Dezember 2023 lebten 3267 Menschen in Meisterschwanden, der Ausländeranteil betrug 18,6 %. Bei der Volkszählung 2015 bezeichneten sich 36,1 % als reformiert und 28,9 % als römisch-katholisch; 35,0 % waren konfessionslos oder gehörten anderen Glaubensrichtungen an. 90,9 % gaben bei der Volkszählung 2000 Deutsch als ihre Hauptsprache an, 3,8 % Italienisch, 1,6 % Serbokroatisch und 1,0 % Englisch.

## Politik und Recht
Die Versammlung der Stimmberechtigten, die Gemeindeversammlung, übt die Legislativgewalt aus. Ausführende Behörde ist der fünfköpfige Gemeinderat. Er wird im Majorzverfahren vom Volk gewählt, seine Amtsdauer beträgt vier Jahre. Der Gemeinderat führt und repräsentiert die Gemeinde. Dazu vollzieht er die Beschlüsse der Gemeindeversammlung und die Aufgaben, die ihm vom Kanton zugeteilt wurden. Für Rechtsstreitigkeiten ist in erster Instanz das Bezirksgericht Lenzburg zuständig. Meisterschwanden gehört zum Friedensrichterkreis XII (Seon).

## Wirtschaft
In Meisterschwanden gibt es gemäss der im Jahr 2015 erhobenen Statistik der Unternehmensstruktur (STATENT) rund 1100 Arbeitsplätze, davon 2 % in der Landwirtschaft, 26 % in der Industrie und 72 % im Dienstleistungsbereich. Vertreten sind kleine und mittlere Unternehmen der Metallbranche, der Mess- und Regeltechnik, des Gartenbaus, der Bauindustrie und der Textilbranche. Eine gewisse Bedeutung hat auch der Tourismus mit Hotels, Ausflugsrestaurants, Strandbädern und Campingplätzen am Seeufer. Die meisten Erwerbstätigen sind Wegpendler und arbeiten ausserhalb, beispielsweise in den Regionen Wohlen und Lenzburg.

## Verkehr
Das Dorf liegt an der Kantonsstrasse 291, die dem östlichen Ufer des Hallwilersees folgt. Hier zweigt die Kantonsstrasse 298 in Richtung Wohlen ab. Meisterschwanden ist Endstation einer Buslinie von Limmat Bus zum Bahnhof Wohlen, welche die ehemalige Bahnlinie ersetzt. Eine weitere Buslinie der Gesellschaft Regionalbus Lenzburg führt von Bettwil über Meisterschwanden und Seon zum Bahnhof Lenzburg. An Wochenenden verkehrt ein Nachtbus von Lenzburg über Meisterschwanden nach Sarmenstorf. Bei den am Seeufer gelegenen Restaurants Delphin und Seerose befinden sich Anlegestellen der Schifffahrtsgesellschaft Hallwilersee.

## Bildung

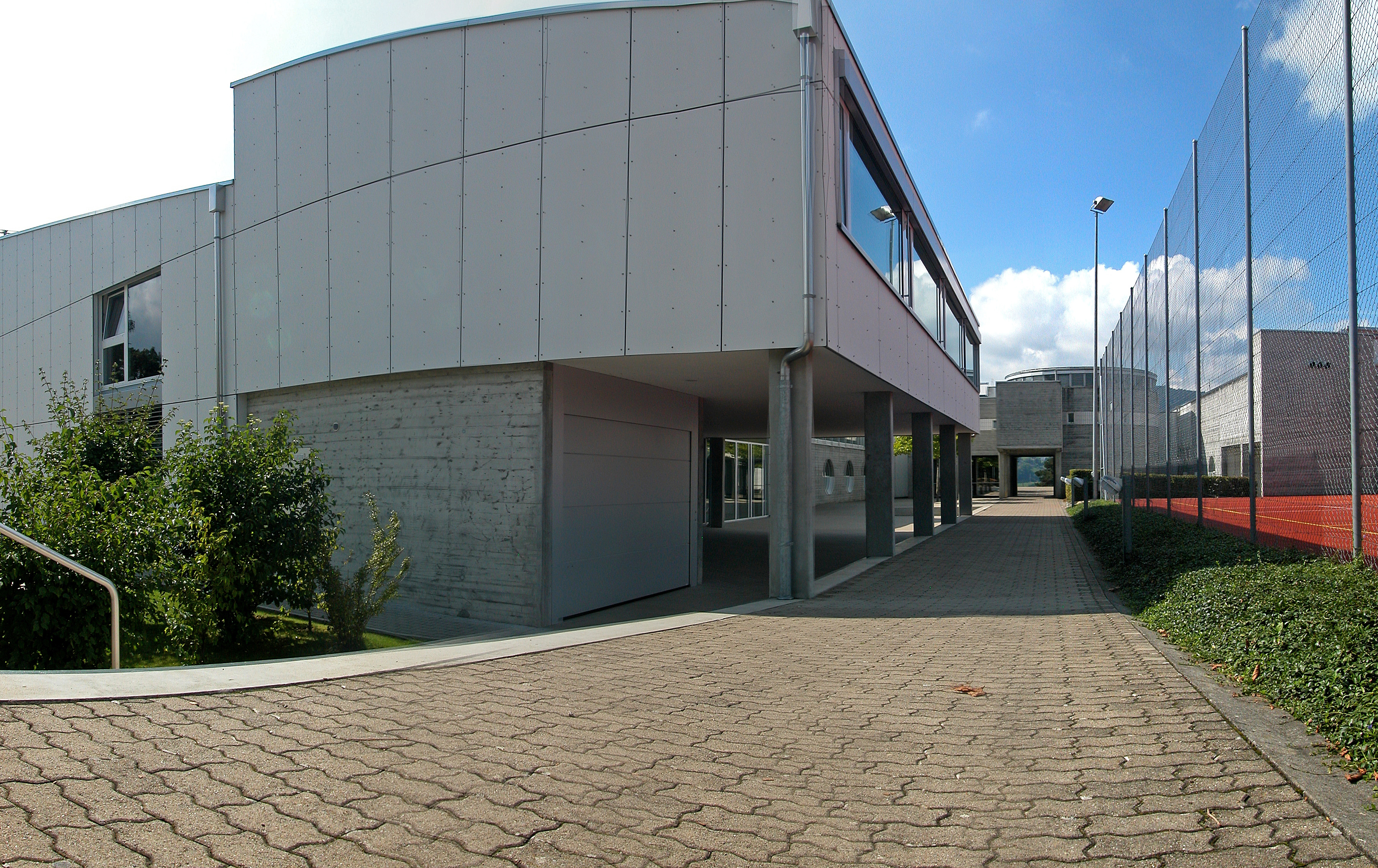
Das Schulhaus von Meisterschwanden

Die Primarschule und eine Kindergartenabteilung sind in der Schulanlage Eggen untergebracht. Zwei weitere Kindergartenabteilungen befinden sich im Kindergarten Hinterdorf beim Dorfzentrum. Die Real- und Sekundarschule wird in Fahrwangen besucht, die Bezirksschule in Seengen. Das nächstgelegene Gymnasium ist die Kantonsschule Wohlen.

## Persönlichkeiten
Bekanntester Einwohner Meisterschwandens war der Uhrenunternehmer Nicolas Hayek (1928–2010), der im November 2007 gemeinsam mit seiner Ehefrau das Ehrenbürgerrecht erhielt. Der Historiker Jean-Jacques Siegrist (1918–1992) lebte viele Jahre in Meisterschwanden und war hier auch Gemeinderat, die Bankmanagerin Marianne Wildi (* 1965) wohnt hier. In Meisterschwanden geboren wurden der Dressurreiter Gustav Fischer (1915–1990) und der Politiker Hans Fischer (1905–1942). Die Fotografin Helene Fischer (1900–1978) wurde in Meisterschwanden geboren. Die Modedesignerin Ursula Rodel (1945–2021) verlebte ihre Jugend im Meisterschwandener Hotel Seerose.